# Paul Freeman (producent filmowy)
Paul Freeman – amerykański producent filmowy, w 1982 r. nominowany do nagrody Daytime Emmy.

## Filmografia (wybór)
- 2002: Halloween: Resurrection
- 2001: Strażnik z więzienia Red Rock (Warden of Red Rock)
- 1998: Halloween: 20 lat później (Halloween H20: 20 Years Later)
- 1995: Halloween 6: Przekleństwo Michaela Myersa (Halloween: The Curse of Michael Myers)
- 1992: In the Best Interest of the Children
- 1989: Wyrok przez telefon (Sorry, Wrong Number)
- 1989: Final Notice
- 1988: Halloween 4: Powrót Michaela Myersa (Halloween 4: The Return of Michael Myers)
- 1985: Północ-Południe (serial TV)
- 1979: Mysterious Island of Beautiful Women